# Jiří Hauschka
Jiri Hauschka (* 24. srpna 1965 Šumperk) je český malíř žijící a pracující v Praze.

## Život a dílo
Hauschka nemá formální průpravu v malbě a profesionální dráze malíře se začal naplno věnovat až ve svých třiceti osmi letech. V roce 1991 odcestoval do Itálie a v roce 2005 do Velké Británie.
V počátcích jeho tvorby byl pro Hauschku typický abstraktní styl. Jeho umělecký vývoj výrazně ovlivnil pobyt ve Velké Británii v roce 2005, kdy se setkal se zakladatelem uměleckého hnutí stuckismus Charlesem Thomsonem. V této době Hauschka opouští striktně abstraktní styl tvorby a zaměřuje se na detail s výraznou kresebnou linií. Po návratu z Británie se přiblížil realističtějšímu pojetí, jeho tvorba balancuje na pomezí abstrakce a magického realismu.
S obrazy Jiřího Hauschky se divák dostává do prostředí, kde dochází ke konfrontaci, či spíše symbióze člověka s krajinou.
Jiří Hauschka se obrací k tomu typu malířství, pro které jsou důležité barvy a symbolické konotace, tak jak tomu bylo na přelomu 19. a 20. století (v tomto období se Jiří Hauschka vztahuje zejména ke kanadskému malíři Tomovi Thomsonovi, 1877 až 1917), či jak se děje v ateliérech soudobých autorů, jako jsou kupříkladu Daniel Richter nebo Peter Doig. Realita se proměňuje v malířské naraci na vrstevnaté vyprávění, kde se mísí umělecká paměť s novými zážitky, pohledy, touhami a citovými zjitřeními. V případě Jiřího Hauschky se ocitáme v divočině, v divočině malířské nostalgie, kde hledáme člověka, a v urbánní civilizaci, v té civilizaci, která je na pokraji svých možností, a kde tak cítíme a vidíme barvy divočiny. Můžeme mít koneckonců oprávněný dojem, že nic není takové, jak na první, na druhý pohled, vypadá.
Jiřího Hauschky si všimla i legenda britské kunsthistorie Edward Lucie-Smith a zařadil ho, včetně celostránkové reprodukce, do přehledové knihy Movements in Art Since 1945 ve fundamentální edici World of Art britského nakladatelství Thames&Hudson, 2020.
Edward Lucie-Smith o něm napsal: „Jiří Hauschka je jedním z nejzajímavějších umělců, kteří se objevili na české scéně během čtvrtstoletí po pádu komunismu.“
Díla Jiřího Hauschky jsou zastoupena v Národní galerii v Praze a v řadě soukromých sbírek.

## Výstavy

### Samostatné výstavy
- 2025 | ARMA Gallery, Madrid (Spain)

- 2024 | CRAG Gallery, Turin
- 2023 | Gallery Schlassgoart, Esch
- 2023 | Muzeum Sumperk
- 2022 | Valentiny Foundation, Schengen
- 2021 | GAD – Giudecca Art District, Venice
- 2020 | CRAG Gallery, Turin
- 2019 | Black Swan Gallery, Prague
- 2015 | House Art Gallery, In the Middle of Somewhere, Prague
- 2014 | OKO Gallery (Town Hall Gallery), Opava
- 2013 | Michal‘s Collection Gallery (with Albert Ruiz Villar), Prague
- 2012 | 21st Century Gallery, Prague
- 2011 | Red Gate Gallery, London (with J. Valecka) London
- 2011 | Rabas Gallery, Rakovník
- 2010 | Kotelna Gallery, Říčany
- 2010 | XXL Gallery, Louny
- 2006 | The Residence Gallery, London
- 2005 | Town Hall Gallery Prachatice
- 2004 | Library Gallery Liberec

### Společné výstavy
- 2025 | Tropicals, MAAT Gallery, Paris (France)
- 2024 | Lucid Dreams, ARMA Gallery, Madrid (Spain)
- 2024 | Your Endless Summer, Sabine Bayasli Gallery, Paris (France)

- 2023 | Stuckists in Ostrov, Gallery Karlovy Vary
- 2022 | „Stuck in Venice“, CREA Cantieri del Contemporaneo, Venice
- 2021 | NordArt
- 2018 | NordArt – Czech pavilion
- 2017 | Quintus Gallery, Watkins Glen
- 2016 | The Stuckists, View Two Gallery, Liverpool
- 2015 | Stuckism: Remodernising the Mainstream, Studio 3 Gallery, Canterbury
- 2014 | Explorers and Inventors, Phoenix
- 2013 | Stuck between Prague and London, Nolias Gallery, London
- 2013 | STUCK in Pardubice, Town Hall Gallery Pardubice
- 2012 | Stuckists: Elizabethian Avant-Garde, Bermondsey project, London
- 2012 | Original and perspective, Klatovy – Klenová Gallery
- 2011 | Enemies of Art, Lauderdale House, London
- 2011 | Prague stuckists, Town Hall Gallery Chrudim
- 2010 | Stuckists and guests, 21st Century Gallery, Prague
- 2010 | „Summer choice“ Gallery Vltavín, Prague
- 2007 | „Stuck in the middle of November“, Topičův salon Gallery, Prague
- 2006 | „The Brighton Stuckists“ Art House Gallery, Brighton

## Publications
Jiří Hauschka Monograph, Edward Lucie-Smith, Martin Dostál, Kant (2021)
Movements in Art Since 1945, Edward Lucie-Smith, Thames & Hudson (2020)
Stuckism International, Victoria Press, London 

## Collections
National Gallery Prague
Private collections: 
Coleccion SOLO Contemporary, Coleccion Aldebaran and others in Spain, France, Czechia, United Kingdom, Germany, Italy, USA

## Galerie

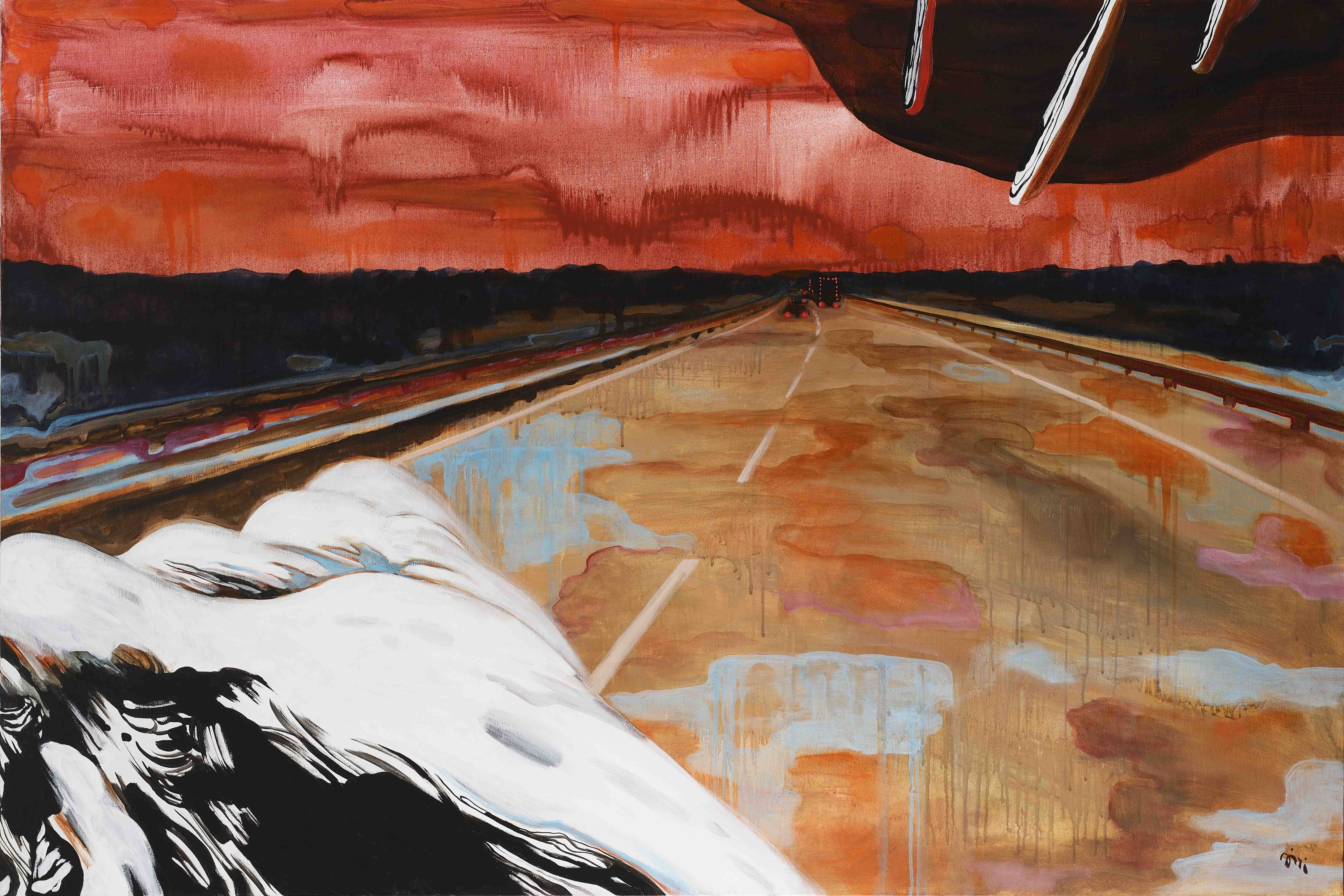
Jiří Hauschka: Highway
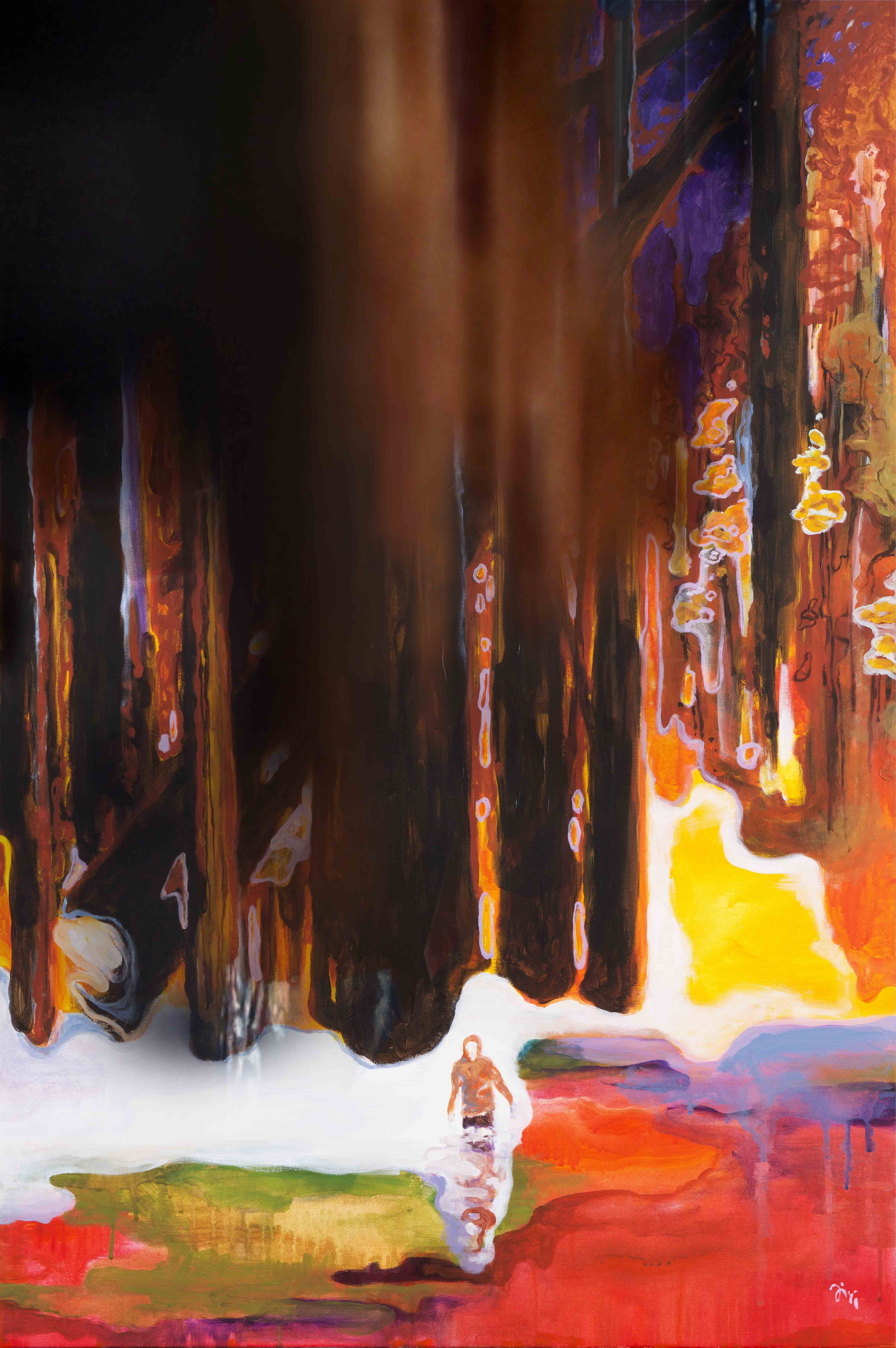
Jiří Hauschka: Autumn bath
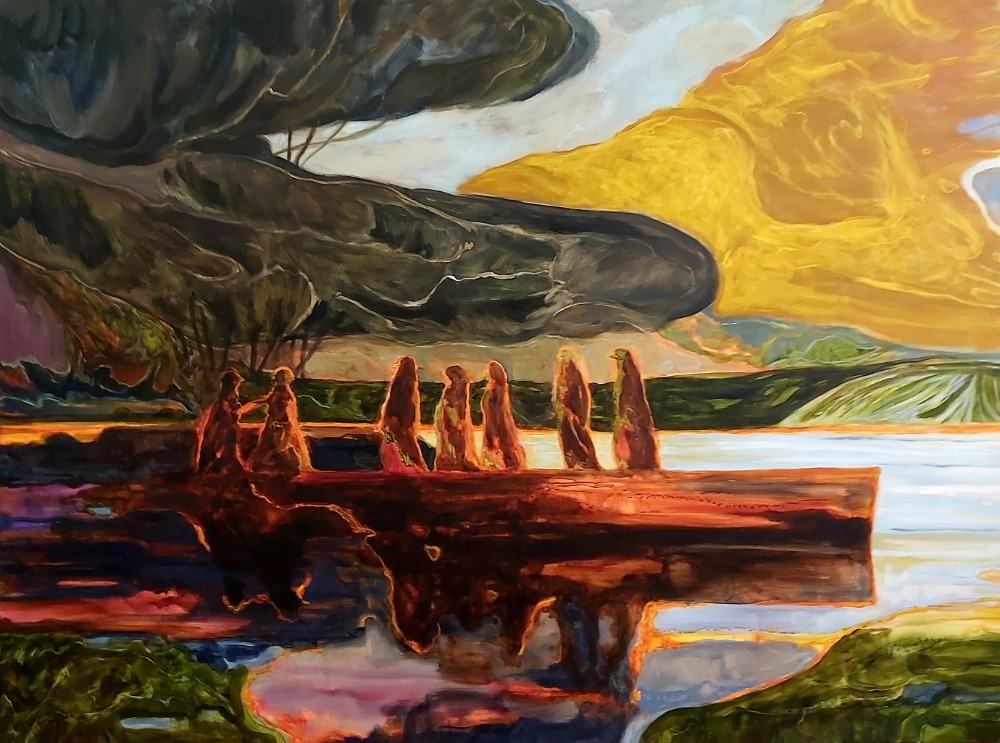
Jiří Hauschka: One Perfect Sunrise, akryl na plátně 2023
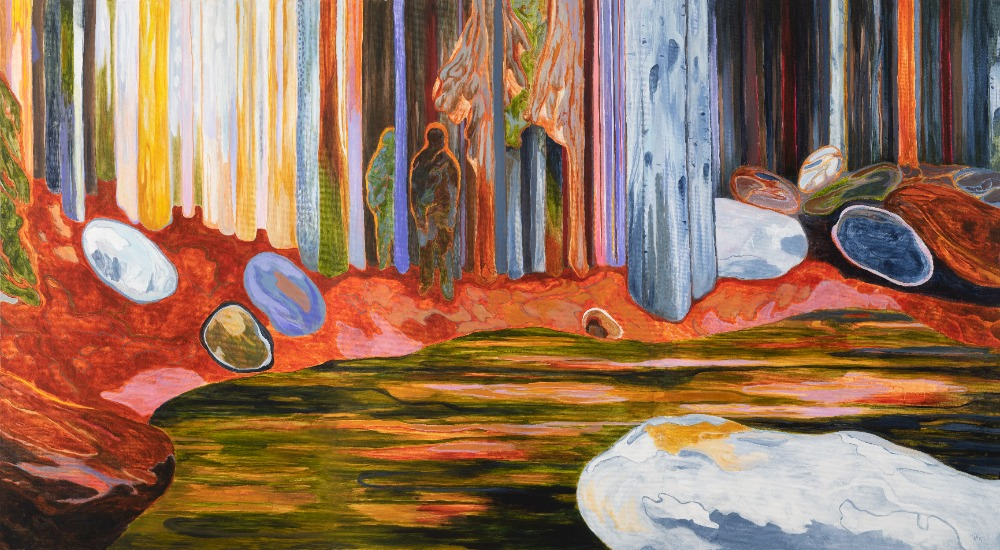
Jiří Hauschka: Bohemian Forest, akryl na plátně  2022
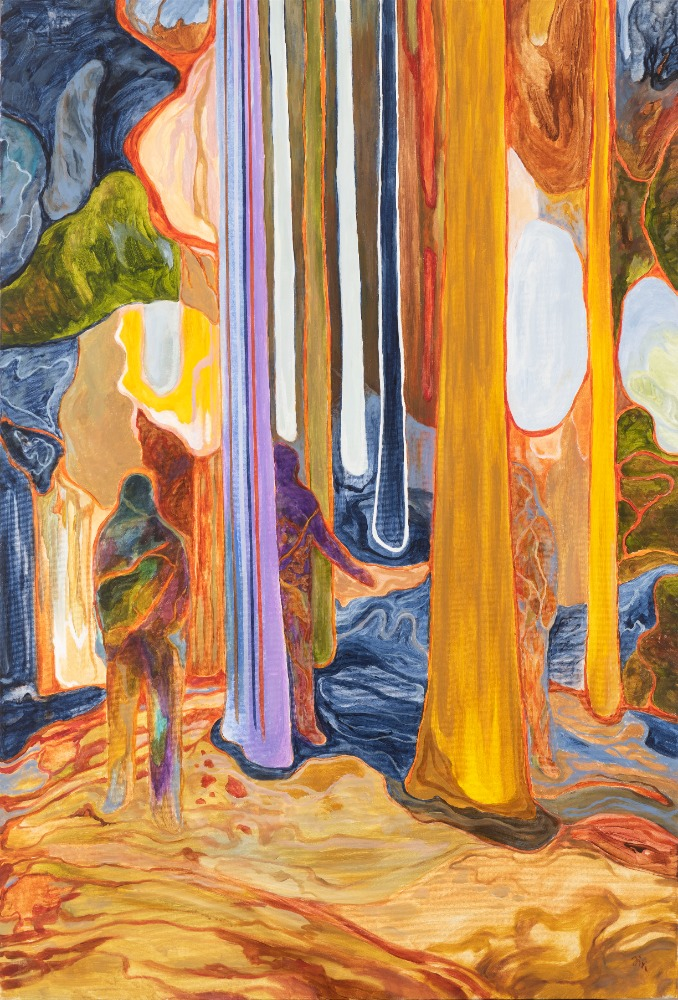
Jiří Hauschka: Orange Bodies, akryl na plátně 2022
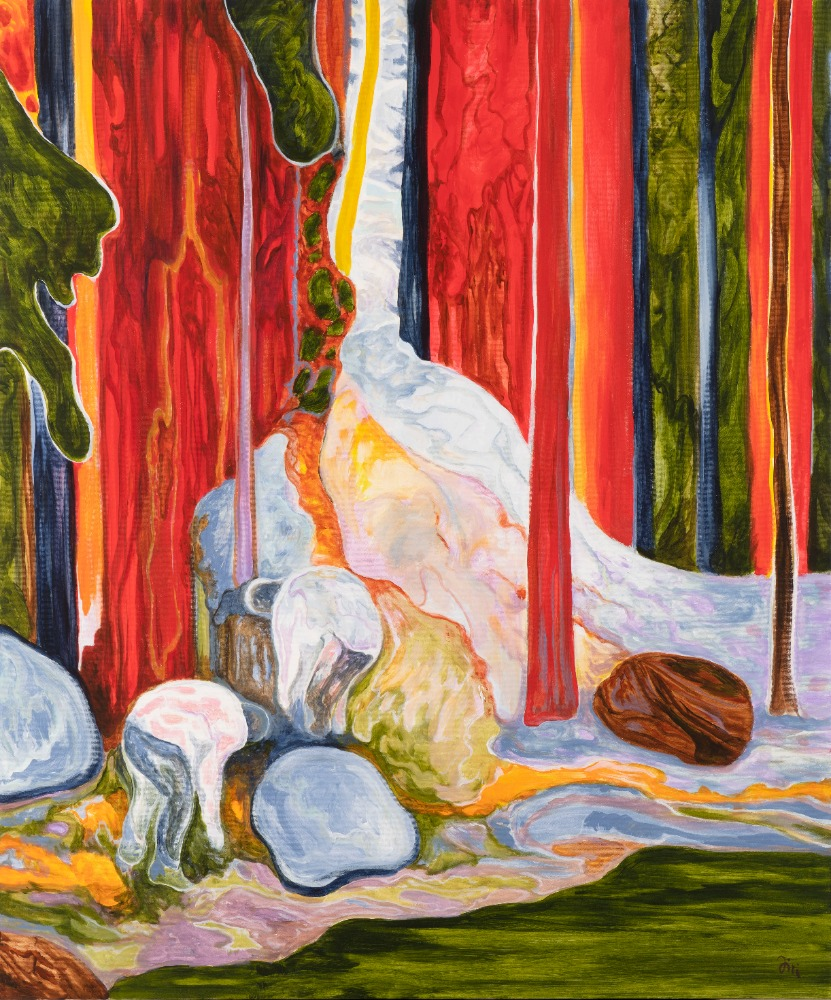
Jiří Hauschka: Red Side of the Forest, akryl na plátně 2023
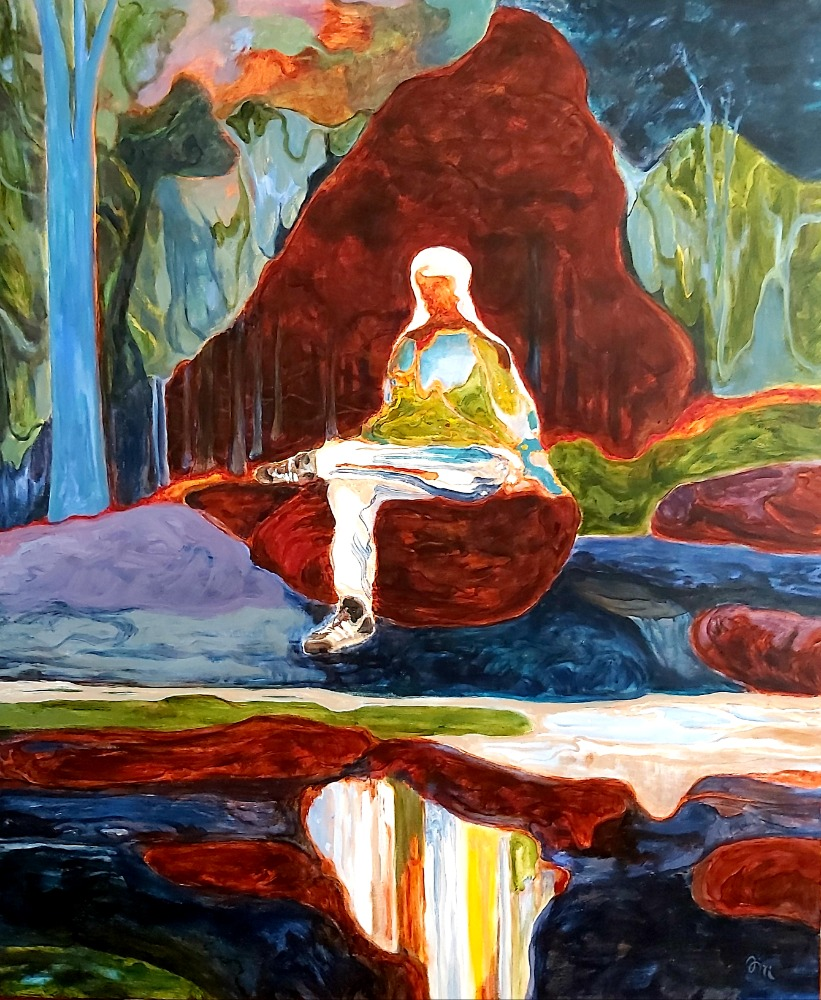
Jiri Hauschka:  – I Am On Fire, akryl na plátně 2023

### Knihy
- Movements in Art since 1945, Thames&Hudson 2020
- Monografie Jiri Hauschka, Edward Lucie-Smith, Martin Dostal, Kant 2021
- Edward Lucien Smith, "Stuck Between Prague and London (Paul Harvey, Jiri Hauschka, Edgeworth Johnstone, Charles Thomson, Jaroslav Valečka) ", Victoria press, London, 2013
- Stuck in the Emotional Landscape: Jiří Hauschka and Jaroslav Valečka at the Red Gate Gallery, London 2011
- Enemies of Art, Victoria Press, London 2011